# Gianantonio Pacchioni
Gianantonio Pacchioni (ur. 23 grudnia 1969) – włoski kierowca wyścigowy.

## Kariera
Pacchioni rozpoczął karierę w wyścigach samochodowych w 1992 roku od startów we  Włoskiej Formule 3, gdzie raz stanął na podium. Z dorobkiem ośmiu punktów uplasował się na trzynastej pozycji w klasyfikacji generalnej. W tym samym toku w Grand Prix Monako Formuły 3 był szósty. W późniejszych latach pojawiał się także w stawce Masters of Formula 3, Niemieckiej Formuły 3 oraz Euro Open by Nissan.
W World Series by Nissan Włoch wystartował w ośmiu wyścigach sezonu 1998. Podczas pierwszego wyścigu na Donington Park stanął na drugim stopniu podium. Uzbierane szesnaście punktów dało mu piętnaste miejsce w końcowej klasyfikacji kierowców.